# 臺中市立東華國民中學
臺中市立東華國民中學，簡稱東華國中，是臺灣臺中市東勢區的一所國民中學，位於大甲溪河畔。屬於山城偏遠學校，校園秀麗、民風淳樸。位於台8線上，是通往和平區、谷關必經之地。學區學生主要來源是東勢區大茅埔客家庄子弟，唯因山區交通動線的關係，來自谷關、和平區、新社區福興里的學生也不少，所以也有部分為原住民孩子。

## 校史
- 1970年12月台灣省政府核准設立東勢鎮第三所國中，是年縣府指派東勢國中校長張宗林為籌備主任。
- 1971年2月購妥校地，3月動工興建，7月完成普通教室、工藝教室及廁所等工程。
- 1971年7月省府核定該校校名為「臺中縣立東華國民中學」。
- 2010年12月25日因臺中縣市合併升格改制，改制為「臺中市立東華國民中學」。

## 歷任校長
1. 萬治寬：1971年9月－1979年3月
2. 陳清安：1980年4月－1985年3月
3. 張幸助：1985年3月－1989年3月
4. 陳秋林：1989年3月－1992年4月
5. 賴明杭：1992年4月－1994年5月
6. 林耀煌：1994年5月－1997年7月
7. 吳錫勳：1997年8月－1999年
8. 薛維煌：2000年8月－2002年
9. 周宗正：2002年8月－2008年1月
10. 朱健良：2008年－2011年7月
11. 江鴻鈞：2011年8月－2014年7月
12. 羅字潮：2014年8月－2016年7月
13. 曹瓊華：2016年8月－2022年7月
14. 林錦霞：2022年8月－現任

## 班級數
每年級3班，共9班

## 外部連結
- 官方網站 （页面存档备份，存于）
- 東華元老邱文偉主任部落格[永久]